# FK Metalurh Doneck
A Metalurh Doneck (ukránul: Футбольний клуб Металург Донецьк, magyar átírásban: Futbolnij Klub Metalurh Doneck) egy ukrán labdarúgócsapat Doneckben, Ukrajnában. Klubszínei a kék és a fehér, beceneve pedig MetaDon (ukránul: МетаДон), amelyet a Metalurh (közelítő fordításban: „acélgyáros”) és Doneck város kezdőbetűiből alkottak.
A klub hivatalosan 1996 óta donecki székhelyű és azóta viseli a Metalurh nevet is. Eddig összesen 5 alkalommal jutott az ukrán labdarúgókupa elődöntőjébe és 3 alkalommal lett az ukrán bajnokság bronzérmese.

## Korábbi nevei
Jogelőd klubok
- 1992-ig: FK Antracit Kirovszkoje
- 1992–1993: FK Antracit Kirovszke
- 1993–1996: FK Medita Sahtarszk

1996 óta jelenlegi nevén szerepel.

## Története

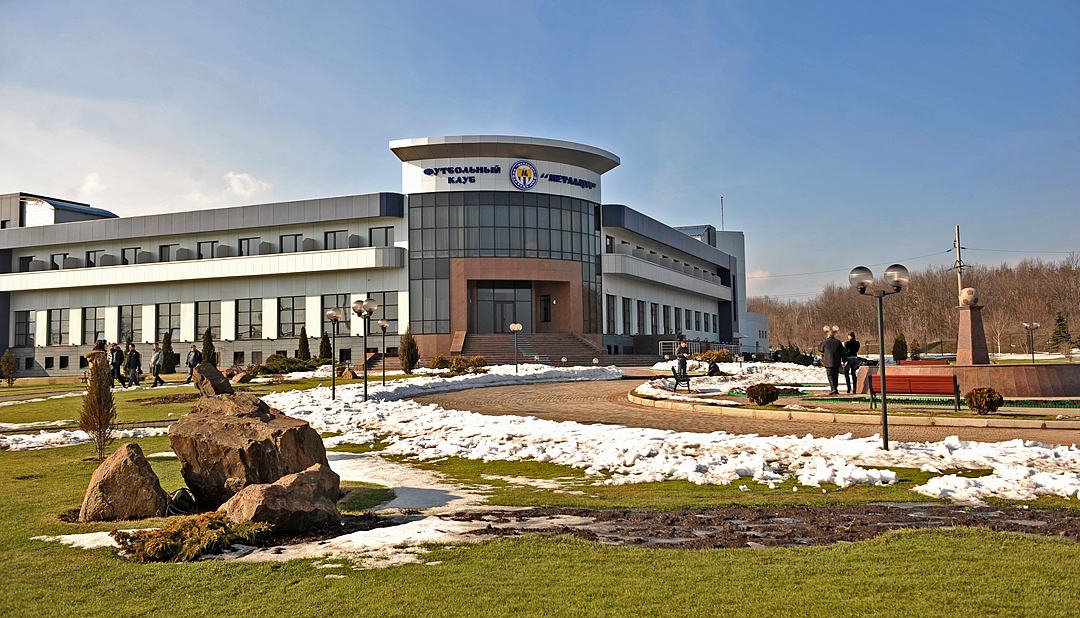
Oktatási és képzési bázis (2010)

### Előtörténet (1996-ig)
A szovjet labdarúgó-bajnokság ukrán területi csoportjában szerepelt FK Antracit Kirovszkoje képezi a Metalurh Doneck „ősét”. Ukrajna 1991-es függetlenségével az Antracit a harmadosztályba kapott besorolást, amely a professzionális labdarúgás alsó küszöbét jelentette. A sikertelen első szezont a 8., még éppen kieső helyen fejezte be, és az amatőr szintet jelentő negyedosztályba, a donecki oblaszty legmagasabb szintű területi bajnokságába zuhant. Az FK Antracit Kirovszke harmadik helyen fejezte be negyedosztályú küzdelmeket, így rövid kitérővel újra az ukrán professzionális labdarúgás vérkeringésébe került. A klub Sahtarszkba helyezte át székhelyét és FK Medita Sahtarszk néven vágott neki az 1993–1994-es szezon harmadosztályú küzdelmeinek.

### A megalakulástól az első nemzetközikupa-szereplésig (1996–2003)
A Medita 3 év alatt vívta ki a másodosztályú tagságot, majd a Doneck-vidéki Iparszövetség-nek (ukránul: Індустріальний союз Донбасу) köszönhetően nevet és székhelyet változtatott: Doneckbe költözött és FK Metalurh Doneck néven nézett farkasszemet az ukrán másodosztály 23 csapatával. A névváltoztatást és csapaterősítést siker koronázta, a Metalurh 101 ponttal az első helyen végzett és az ukrán élvonalba jutott.
Az első élvonalbeli szereplését sikeresen zárta: a bajnokságban a 6. helyen végzett, az ukrán labdarúgókupában az elődöntőig menetelt.
Az első nagy sikerig három szezon telt el. A bajnokságban előbb a 14., majd a 7. és az 5. helyen zárt, a kupában két negyeddöntőt követően újra az elődöntőig jutott. A sikert 2001–2002-es hozta meg, amikor a csapat a dobogó legalsó fokán végzett, amely nemzetközikupa-szerepléssel feledtethette az újabb elbukott ukránkupa-elődöntőt. A góllövőlistát egy Metalurh-játékos, Szerhij Siscsenko nyerte 12 góllal.
A nemzetközikupa-szereplést az UEFA-kupa 2002–2003-as kiírásában kezdte meg. Az 1. fordulóban a Werder Bremen volt az ellenfél. A tisztes helytállásban és esetleges továbbjutásban bízó „acélgyári” gárda a Sahtar Stadionban 2–2-es döntetlen ért el nagynevű német riválissal szemben, a brémai visszavágó azonban csúfos kudarcba fulladt, melyen a Werder 8–0-ra iskolázta le a lelketlenül és kedvtelenül játszó donecki alakulatot. A nemzetközi kudarc nem szegte kedvét a Metalurh csapatának, és bár a kupában már a negyeddöntőben búcsúzott, a bajnokságot újfent a 3. helyen zárta.

### 2003-tól napjainkig
Az UEFA-kupa 2003–2004-es kiírását ismét hazai pályán kezdő Metalurh az olasz Parma FC-t fogadta az első fordulóban. A donecki odavágó 1–1-es döntetlenjét Parmában 3–0-s vereség követett, így 4–1-es összesítéssel ismét az 1. fordulóban búcsúzott a nemzetközi kupaporondtól.
A kupában újfent a negyeddöntőben búcsúzó, de a bajnokságban végig az újabb dobogóért küzdő Metalurh a 4. helyen végzett, amely a következő szezonban újabb UEFA-kupa-szereplést biztosított.
A 2004–2005-ös UEFA-kupa a második selejtezőkörébe a moldován FC Tiraspol ellen szállt be, és hazai 3–1-es sikerét Tiraspolban 2–1-es győzelemmel koronázta meg. 5–2-es összesítéssel jutott az 1. fordulóba, ahol újra egy olasz csapat állta útját: az SS Lazio mindkét mérkőzésen 3–0-ra diadalmaskodott, így a Metalurh 6–0-s összesítéssel, sorozatban harmadszor búcsúzott az első fordulóban.
Amennyire az európai kupaporondon nem, annyira szerepelt jól a nemzeti megmérettetések során, és bár sorozatban negyedszer búcsúzott az ukrán labdarúgókupa negyeddöntőjében, a bajnokságot harmadik alkalommal zárta bronzérmesként.
A magyar MATÁV Sopron ellen a második selejtezőkörben csatlakozott a 2005–2006-os UEFA-kupa mezőnyéhez. A soproni magabiztos 3–0-s győzelmet hazai pályán 2–1-es sikerrel bővítette, és 5–1-es összesítéssel lépett az első fordulóba. Az ellenfél ezúttal a görög PAÓK együttese volt. A szaloniki 1–1-es döntetlent követően nagy lehetőség kapujában állt a Metalurh: sorozatban negyedik próbálkozására a következő körbe léphetett. A donecki visszavágó hatalmas küzdelmet és 2–2-es döntetlent hozott, így a görög csapat idegenben lőtt több góljának köszönhetően jutott tovább, a Metalurh pedig sorozatban negyedszer is az első fordulóban búcsúzni kényszerült.
Az újabb sikertelen nemzetközikupa-szereplésre gyógyírt a jó nemzeti szereplést hozott volna, azonban a Metalurh már negyedik alkalommal esett ki az ukrán kupa elődöntőjében, a bajnokságban pedig csak a 9. helyen zárt.
A sikertelenségek a csapat szereplésén is meglátszódtak: a következő két szezonban ukrán középcsapatként a 9. és 12. helyen zárt, a kupában egy negyeddöntőbeli kiesést újabb, immár ötödik elődöntőbeli búcsú követett.
A csapat a 2008–2009-es ukrán labdarúgó-bajnokságban újra három évvel korábbi fényében látszott ragyogni, és nagyszerű teljesítménnyel az élmezőnyben, a Vorszkla Poltavát jobb gólkülönbségének köszönhetően megelőzve a 4. helyen zárt.

## Korábbi eredmények

### Ukrajna
| Szezon    | Oszt. | Hely | J  | Gy | D  | V  | Rg | Kg | P   | Ukrán kupa   | Európai kupák | Európai kupák | Megj.                               |
| --------- | ----- | ---- | -- | -- | -- | -- | -- | -- | --- | ------------ | ------------- | ------------- | ----------------------------------- |
| 1992      | III.  | 8.   | 16 | 2  | 3  | 11 | 15 | 32 | 7   | 1/16         |               |               | Kiesett (Antracit Kiroszke néven)   |
| 1992–1993 | IV.   | 3.   | 34 | 22 | 5  | 7  | 46 | 32 | 49  | n.a.         |               |               | Feljutott (Antracit Kiroszke néven) |
| 1993–1994 | III.  | 8.   | 42 | 18 | 6  | 18 | 50 | 41 | 42  | 1/32         |               |               | Medita Sahtarszk néven              |
| 1994–1995 | III.  | 7.   | 42 | 22 | 8  | 12 | 57 | 36 | 74  | 1/64         |               |               | Medita Sahtarszk néven              |
| 1995–1996 | III.  | 2.   | 38 | 24 | 7  | 7  | 53 | 27 | 94  | 1/32         |               |               | Feljutott (Medita Sahtarszk néven)  |
| 1996–1997 | II.   | 1.   | 46 | 32 | 5  | 9  | 77 | 39 | 101 | 1/16         |               |               | Feljutott                           |
| 1997–1998 | I.    | 6.   | 30 | 11 | 7  | 12 | 28 | 27 | 40  | elődöntős    |               |               |                                     |
| 1998–1999 | I.    | 14.  | 30 | 7  | 7  | 16 | 27 | 51 | 28  | negyeddöntős |               |               |                                     |
| 1999–2000 | I.    | 7.   | 30 | 11 | 10 | 9  | 39 | 35 | 43  | negyeddöntős |               |               |                                     |
| 2000–2001 | I.    | 5.   | 26 | 11 | 9  | 6  | 30 | 24 | 42  | elődöntős    |               |               |                                     |
| 2001–2002 | I.    | 3.   | 26 | 12 | 6  | 8  | 38 | 28 | 42  | elődöntős    |               |               |                                     |
| 2002–2003 | I.    | 3.   | 30 | 18 | 6  | 6  | 44 | 26 | 60  | negyeddöntős | U.K.          | 1. f.         |                                     |
| 2003–2004 | I.    | 4.   | 30 | 14 | 10 | 6  | 51 | 34 | 52  | negyeddöntős | U.K.          | 1. f.         |                                     |
| 2004–2005 | I.    | 3.   | 30 | 14 | 7  | 9  | 38 | 35 | 49  | negyeddöntős | U.K.          | 1. f.         |                                     |
| 2005–2006 | I.    | 9.   | 30 | 10 | 9  | 11 | 35 | 35 | 39  | elődöntős    | U.K.          | 1. f.         |                                     |
| 2006–2007 | I.    | 9.   | 30 | 9  | 9  | 12 | 26 | 35 | 36  | negyeddöntős |               |               |                                     |
| 2007–2008 | I.    | 12.  | 30 | 6  | 13 | 11 | 34 | 39 | 31  | elődöntős    |               |               |                                     |
| 2008–2009 | I.    | 4.   | 30 | 14 | 7  | 9  | 36 | 27 | 49  | negyeddöntős |               |               |                                     |
| 2009–2010 | I.    | 8.   | 30 | 11 | 7  | 12 | 41 | 33 | 40  | 2. hely      | E.L.          | 4.f.          |                                     |
| 2010–2011 | I.    | 8.   | 30 | 11 | 5  | 14 | 36 | 45 | 38  | 1/16         |               |               |                                     |
| 2011–2012 | I.    | 7.   | 30 | 12 | 6  | 12 | 35 | 34 | 42  | 2. hely      |               |               |                                     |
| 2012–2013 | I.    | 5.   | 30 | 14 | 7  | 9  | 45 | 35 | 49  | 1/16         | E.L.          | 3.f.          |                                     |

### Nemzetközi
| Évad      | Kupa        |                 | Ellenfél             | Eredmények |
| --------- | ----------- | --------------- | -------------------- | ---------- |
| 2002–2003 | UEFA-kupa   | 1. forduló      | Werder Bremen        | 2–2, 0–8   |
| 2003–2004 | UEFA-kupa   | 1. forduló      | Parma FC             | 1–1, 0–3   |
| 2004–2005 | UEFA-kupa   | 2. selejtezőkör | FC Tiraspol          | 3–0, 2–1   |
| 2004–2005 | UEFA-kupa   | 1. forduló      | SS Lazio             | 0–3, 0–3   |
| 2005–2006 | UEFA-kupa   | 2. selejtezőkör | Matáv Sopron         | 3–0, 2–1   |
| 2005–2006 | UEFA-kupa   | 1. forduló      | PAÓK                 | 1–1, 2–2   |
| 2009–2010 | Európa-liga | 1. selejtezőkör | MTZ-RIPA             | 3–0, 2–1   |
| 2009–2010 | Európa-liga | 2. selejtezőkör | Interblock Ljubljana | 2–0, 3–0   |
| 2009–2010 | Európa-liga | Rájátszás       | Austria Wien         | 2–2, 2–3   |
| 2012–2013 | Európa-liga | 1. selejtezőkör | Čelik Nikšić         | 7–0, 4–2   |
| 2012–2013 | Európa-liga | 2. selejtezőkör | Tromsø               | 1–1, 1–0   |

## Stadion
A Metalurh a 2000-es évek közepe óta játssza hazai mérkőzéseit a donecki Metalurh Stadionban. A létesítmény alacsony befogadóképességű (ötezer férőhelyes) és nem rendelkezik megfelelő, a stadionokra vonatkozó UEFA-licenccel, ezért leggyakrabban a közeli Sahtar Stadionban rendezi nemzetközikupa-mérkőzéseit.

## Rivalizálás
Doneck városának jelenleg két nevesebb labdarúgócsapata van: az „acélgyári” Metalurh és a „bányász” Sahtar. A két klub megalapításának körülményei és története is hasonló (az 1990-es évek végén mindkét csapat a Sahtar jelenlegi stadionjában, a Sahtar Stadion-ban játszotta „hazai” mérkőzéseit), ezért a városban mind a szurkolók, mind a média számára a legnagyobb sportesemény a helyi Metalurh–Sahtar-rangadó, amelyet „Doneck-vidéki rangadó”-nak (ukránul: Донбас дербі) neveznek.

## Külső hivatkozások
- A Metalurh Doneck hivatalos oldala (oroszul)